# Левретка
Левре́тка, или малая итальянская борзая, или итальянский грейхаунд (итал. piccolo levriero italiano), — самая низкорослая собака из группы борзых. Русское название породы  происходит от одного из французских — levrette d’Italie (от фр. lièvre — заяц).

## Краткая история
Мелкие борзые схожего с левреткой фенотипа встречались ещё во времена Древнего Египта, где похожие собаки изображались при дворе фараонов. Из Египта эти собаки также в древности попали в Грецию и позднее на территорию Малой Азии, где изображения подобных собак встречаются на фресках и посуде.
На территорию нынешней Европы эти собаки попали в период римских завоеваний. Это была первая порода собак, которая развивалась в качестве декоративной. В средние века и позднее сворки левреток использовались для травли кроликов, что и дало этой породе её нынешнее название в романских и других языках. Они также могли служить в качестве собаки-крысолова. Наибольшей популярности в Европе эта порода, благодаря своим неслужебным, декоративным характеристикам и удобству домашнего содержания, достигла в эпоху Возрождения, когда их часто содержали в аристократических домах, например при Медичи. Нередко левреток можно обнаружить на полотнах великих мастеров живописи того периода. Впоследствии порода стала популярной при  королевских дворах Европы: британской королевы Виктории, российской императрицы Екатерины II (см. Земира). Итальянский грейхаунд всё время сопровождал прусского короля Фридриха Великого. Существует легенда о том, как Фридрих в годы Семилетней войны прятался под мостом со своей собакой, когда над его головой проходили вражеские войска. Если бы собака подала голос, то их обнаружили бы и убили, но собака не издала ни звука. Когда любимец умер спустя несколько лет, Фридрих выразил свою благодарность, похоронив его недалеко от своего дворца в Берлине, на месте захоронения королевских особ.
Законченный тип классический левретки, известной в наши дни, был создан только в 20—30-е годы XX века. Этому способствовала стабилизация породы посредством скрещивания с чужой кровью — с уиппетом для сохранения типа борзой и карликовым пинчером для укрепления малого роста. Делалось это для того, чтобы избежать полного исчезновения левреток, которые из-за чрезмерного рафинирования и инбридинга на рубеже веков претерпели дегенерацию.

## Описание

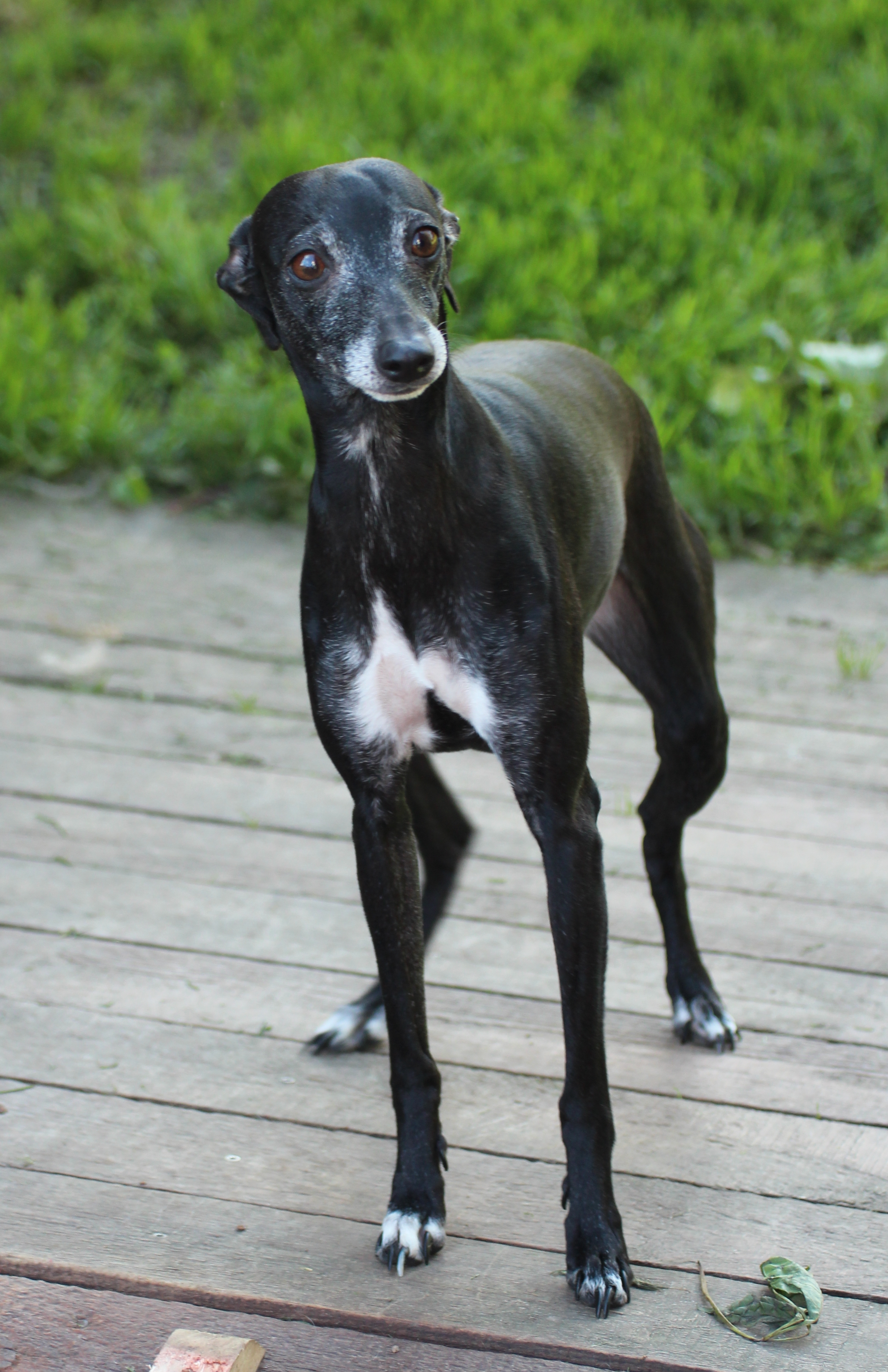
Чёрная левретка с белым пятном на груди

Левретка — маленькая, грациозная, аристократическая собака со всеми чертами борзых. Рост собаки — 32-38 см, вес до 5 кг. У левретки узкая, удлиненная голова. Череп плоский, округлый во бокам. Клинообразная морда заканчивается чёрным носом. Челюсти у представителей породы удлиненные, резцы расположены полукругом, зубы довольно крупные. Глаза крупные, округлые, почти прямо поставлены, очень выразительные, тёмного цвета. Уши маленькие, тонкие, загнуты назад, поставлены очень высоко. Длина корпуса почти равна высоте собаки в холке. Линия верха прямая, с небольшой выпуклостью, поясница изогнутая. Спина прямая, круп наклонный. Грудь узкая, элегантная, глубокая. Хвост тонкий и постепенно сужается к концу, посажен низко, изгибается к концу. Конечности прямые, параллельные, сухие, лапы небольшие, овальные.
Кожа у собак этой породы тонкая и плотно прилегающая по всему корпусу, за исключением локтей, где она не так туго натянута. Шерсть короткая и шелковистая, без подшёрстка. Окрас может быть однотонным чёрным, серым, изабелловым, белые пятна могут быть на груди и лапах.

## Характер и особенности конституции
Малая итальянская борзая — прекрасная собака-компаньон, обладающая рядом особенностей темперамента и конституции. Она осторожна, но довольно дружелюбна к людям, особенно знакомым, любит активные игры, но хрупкость телесного сложения делает её довольно уязвимой и склонной к травмам, особенно в случае беспечных игр с детьми младшего возраста. Левретка идеально подходит активным пожилым людям, бездетным парам или людям с детьми старшего возраста. Итальянские грейхаунды очень подвижны, стремительны в движениях, часто обладают развитой мускулатурой и нуждаются в ежедневных длительных прогулках и беге. Именно активность левреток, особенно молодых, их склонность переоценивать собственные физические возможности, увлеченность преследованием движущихся объектов является главной причиной травм, наиболее распространенными среди которых являются переломы конечностей. Левретки, как и прочие борзые, обладают довольно слабым нюхом, но хорошо видят и уверенно ориентируются в пространстве, хотя эту способность к ориентации не стоит преувеличивать, особенно в городе с плотной многоэтажной застройкой. Они склонны к беспокойному поведению в автомобиле, поэтому их лучше транспортировать в клетке.
Как и у других борзых, у левреток сильно развита зоркость — способность обнаруживать взглядом потенциальную добычу — и инстинкт преследования, поэтому владельцам настоятельно рекомендуется на открытом, особенно городском пространстве держать собаку на поводке, так как даже спокойная и хорошо воспитанная собака может сорваться с места и начать преследование какого-нибудь маленького зверя (белки, зайца, крысы, мыши) или даже неодушевленного движущегося объекта (пакета, листа бумаги).

## Здоровье и уход
Малая итальянская борзая живёт в среднем 12—14 лет, причем шестнадцатилетняя левретка отнюдь не является исключением. Это относительно здоровая порода, не обремененная большим количеством характерных породных заболеваний. Однако у представителей этой породы относительно часто встречаются:
- офтальмологические заболевания (катаракта, прогрессирующая атрофия сетчатки)
- эпилепсия
- суставная болезнь Пертеса
- вывих коленной чашечки
- зубные заболевания (зубной камень, раннее выпадение зубов)

## Галерея

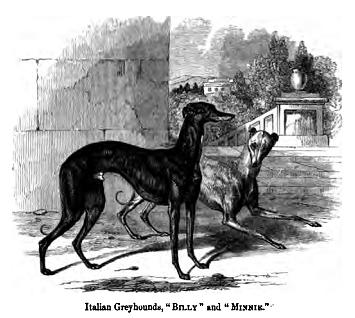
Левретка, гравюра 1858 г.
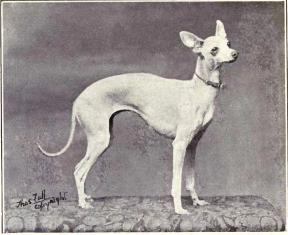
Левретка, фотография 1915 г.
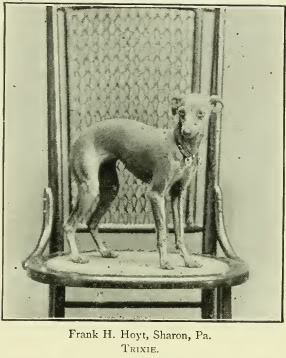
Щенок левретки, фотография 1897 г.
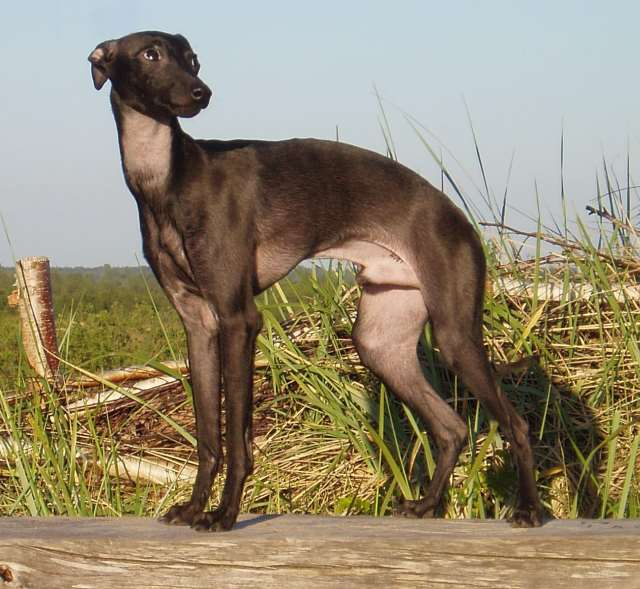
Кобель левретки чёрного окраса
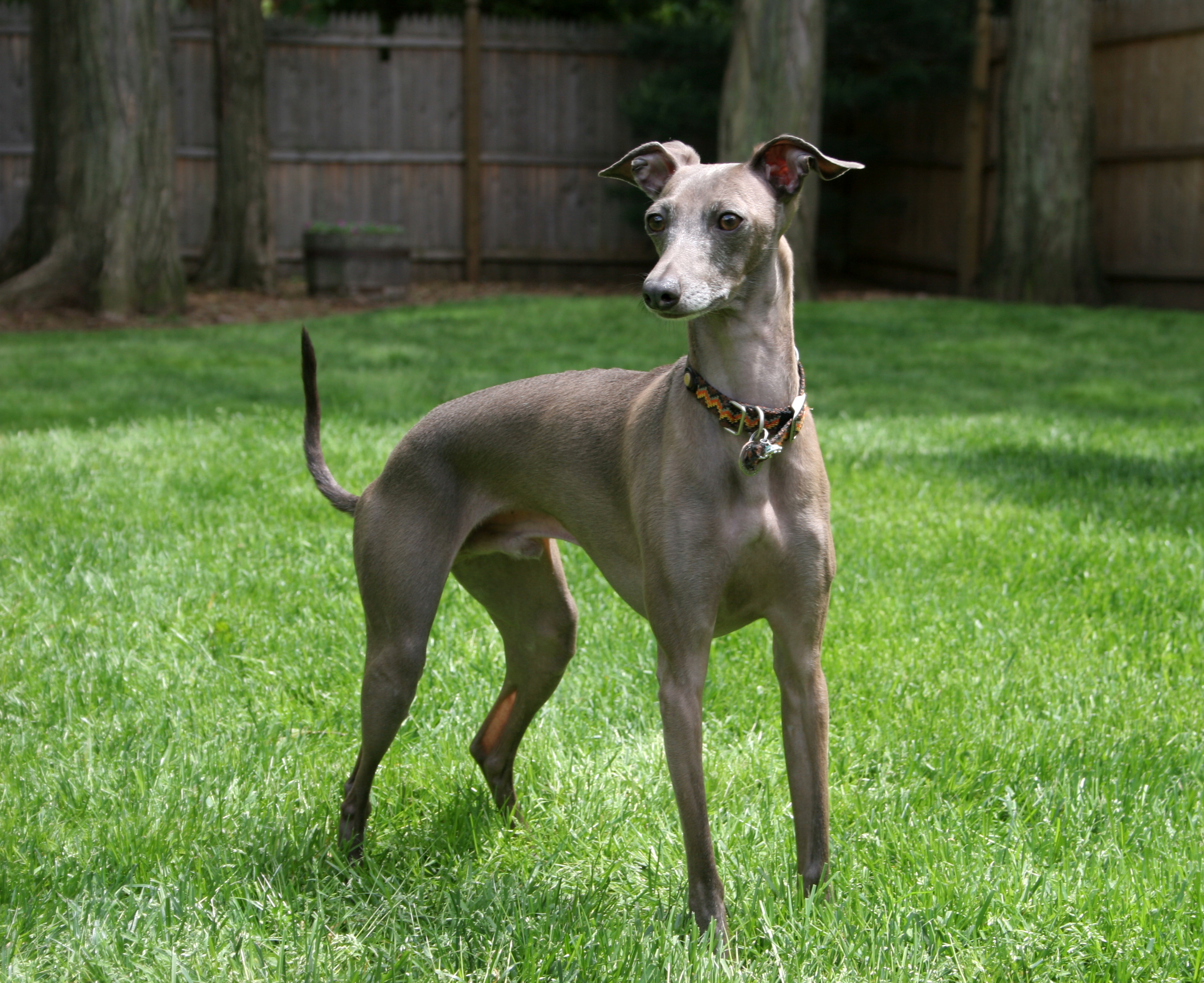
Левретка серого окраса
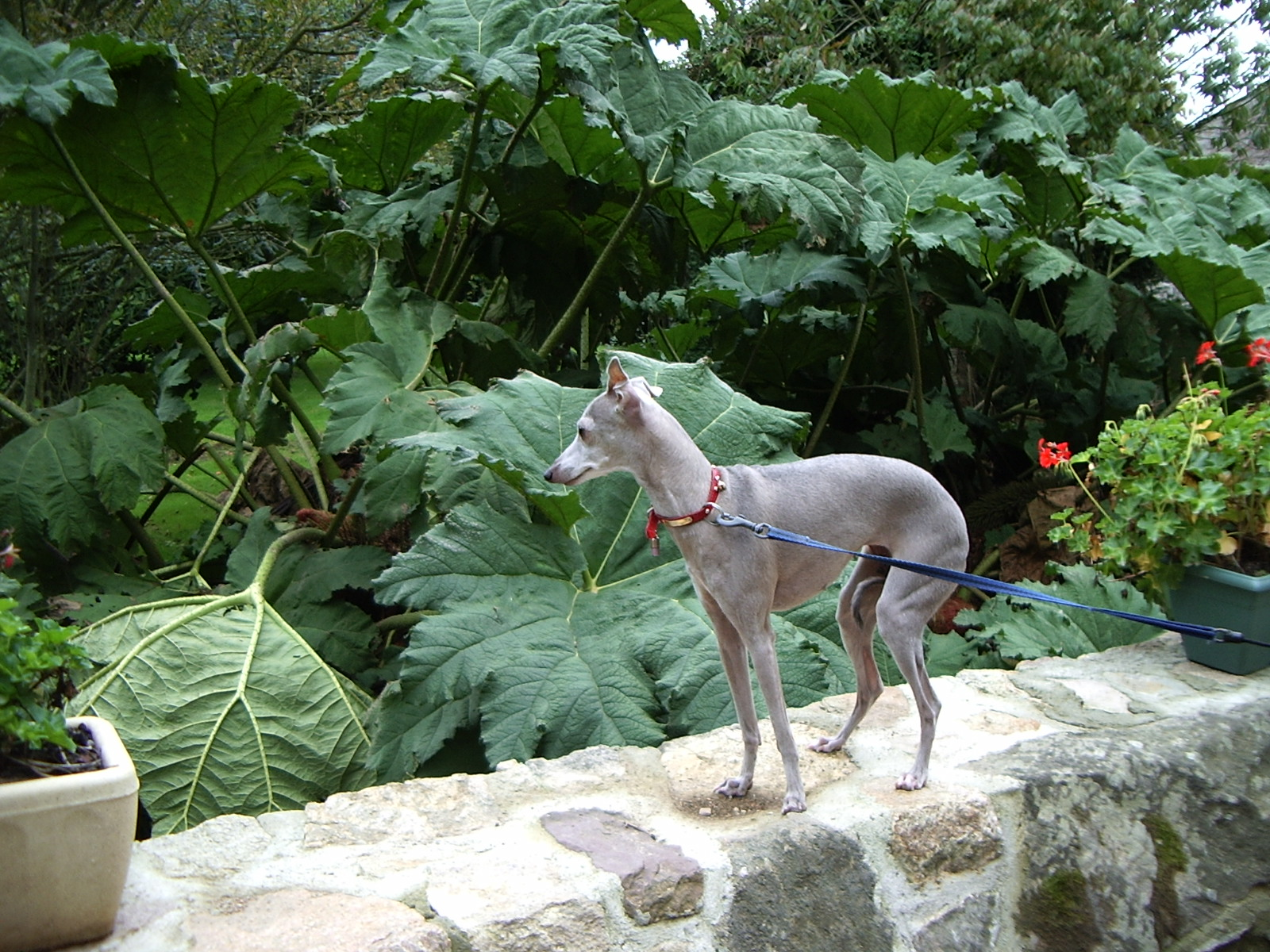
Молодая левретка